# Жозеф, Клод
Клод Жозе́ф (фр. и гаит. креол. Claude Joseph) — гаитянский политический и государственный деятель. Министр иностранных дел Гаити с 4 марта 2020 по 24 ноября 2021 года. В прошлом — исполняющий обязанности премьер-министра с 14 апреля по 20 июля 2021 года, после убийства Жовенеля Моиза — исполняющий обязанности президента Гаити с 7 по 20 июля 2021 года.

## Биография

### Образование и профессиональная карьера
В 2018 году получил степень доктора философии в нью-йоркском частном университете «Новая школа», где защитил диссертацию по теме института иностранной помощи.
Читал лекции в высших учебных заведениях США — Университете Коннектикута и Лонг-Айлендском университете. Был послом Гаити в Аргентине и поверенным в делах в Испании.

### Политическая карьера
4 марта 2020 года было сформировано правительство Жозефа Жута, в котором Клод Жозеф получил портфель министра иностранных дел.
14 апреля 2021 года после отставки премьер-министра Жозефа Жута президент Жовенель Моиз назначил Клода Жозефа временно исполняющим обязанности главы правительства, министра иностранных дел и вероисповеданий.
14 мая президент продлил полномочия Жозефа на 30 дней, а 14 июня — ещё на месяц.
2 июля 2021 года 19 человек стали жертвами стрельбы в Порт-о-Пренсе, ответственность за которую Клод Жозеф возложил на группировку Fantom 509, подозреваемую в контактах с политической оппозицией, а правозащитные организации — на неофициальные формирования, связанные с правительством.
5 июля 2021 года президент Моиз поручил формирование нового правительства Ариэлю Анри, занимавшему в период с 2006 по 2016 год несколько министерских постов.

### Действия в чрезвычайной ситуации после убийства президента Гаити
В ночь на 7 июля президент Гаити погиб в ходе вооружённого нападения на его личную резиденцию.
По сообщению агентства AFP, Жозеф объявил о принятии на себя полномочий по управлению государством. Позднее в тот же день он объявил, что на основании 149-й статьи Конституции возглавил чрезвычайный Совет министров с расширенными полномочиями, который на своём заседании принял решение о введении в стране чрезвычайного положения. Жозеф также призвал мировое сообщество принять участие в расследовании преступления и предложил созвать Совет безопасности ООН для обсуждения ситуации.
Юридически проблема легальной передачи президентских полномочий была осложнена недавней смертью от коронавирусной инфекции председателя Верховного суда Гаити Рене Сильвестра — его преемник на момент убийства Моиза ещё не был избран, а в соответствии с Конституцией Гаити в случае смерти главы государства его обязанности должен исполнять именно председатель Верховного суда. Следующим в очерёдности стоял заместитель председателя Верховного суда, но его должно было утвердить Национальное собрание — парламент Гаити, который в связи с политическим кризисом из-за непризнанных выборов и невозможности провести новые не функционирует с января 2020 года (президент Моиз правил единолично посредством своих указов). Поправка к Конституции допускает, что премьер-министр может временно исполнять обязанности президента, но если тот скончался на четвёртом году правления, то парламент должен избрать временного главу государства (Моиз находился у власти с 2017 года).
8 июля 2021 года министр по вопросам выборов Маттиа Пьер подтвердил наличие одного американца среди задержанных предполагаемых участников нападения на дом президента Моиза, а эмиссар ООН на Гаити Хелен Ла Лайм заявила, что Клод Жозеф «открыт для диалога» с Ариэлем Анри на предмет его вступления в должность премьер-министра. По её словам, Жозеф ещё 7 июля подтвердил проведение президентских выборов в намеченные сроки — первый тур 26 сентября, второй — в ноябре.
9 июля верхняя палата Национального собрания Гаити — Сенат, насчитывающий в момент развития политического кризиса только 10 сенаторов из полного состава в 30 человек, избрал своего председателя Жозефа Ламбера исполняющим обязанности президента Гаити.
В тот же день правительство Гаити обратилось к США и ООН с просьбой ввести войска для обеспечения безопасности ключевых инфраструктурных объектов — портов, аэропортов, нефтяных терминалов и трубопроводов.
19 июля 2021 года Клод Жозеф объявил о готовности передать премьерские полномочия Ариэлю Анри ради сохранения стабильности и под внешним давлением, но при этом Жозеф Ламбер сообщил журналистам, что американские дипломаты рекомендовали ему не добиваться немедленного официального вступления в должность президента. Клод Жозеф получил должность министра иностранных дел и по делам религий в правительстве Анри.
24 ноября 2021 года премьер-министр Анри произвёл серию кадровых перемещений в кабинете, назначив восемь новых министров. Клод Жозеф не получил никакой должности, а новым обладателем портфеля министра иностранных дел стал Жан-Виктор Женю (Jean Victor Généus).